# Gare de Villefranche-de-Lauragais
Gare de Villefranche-de-Lauragais – stacja kolejowa w Villefranche-de-Lauragais, w departamencie Górna Garonna, w regionie Oksytania, we Francji.
Została otwarta w 1857 przez Compagnie des chemins de fer du Midi et du Canal latéral à la Garonne. Jest stacją Société nationale des chemins de fer français (SNCF), obsługiwaną przez pociągi TER Midi-Pyrénées.